# NTFS
NTFS(뉴 테크놀로지 파일 시스템/New Technology File System)는 윈도우 NT 계열 운영체제의 파일 시스템으로 윈도우 2000, 윈도우 XP, 윈도우 서버 2003, 윈도우 서버 2008, 윈도우 비스타, 윈도우 7, 윈도우 서버 2008 R2, 윈도우 8, 윈도우 서버 2012, 윈도우 8.1, 윈도우 서버 2012 R2 등에도 포함되어 있다. NTFS의 NT는 윈도우 NT와 비슷하게 새로운 기술이라는 뜻의 New Technology의 준말이다. MS-DOS와 이전 버전의 윈도우에서 쓰였던 마이크로소프트의 이전 FAT 파일 시스템을 대체하였다. NTFS는 FAT와 HPFS(고성능 파일 시스템)을 거쳐 몇 가지 개선이 있다. 이를테면, 메타데이터의 지원, 고급 데이터 구조의 사용으로 인한 성능 개선, 신뢰성, 추가 확장 기능을 더한 디스크 공간 활용을 들 수 있다.

## 역사
1980년대 중반, 마이크로소프트와 IBM은 차세대 그래픽 운영 체제를 만들기 위해 조인트 프로젝트를 개설하였다. 프로젝트의 결과물은 OS/2였으나 마이크로소프트와 IBM은 수많은 중요 문제에 대해 합의에 이르지 못했고 마침내 분리되었다: OS/2는 IBM의 프로젝트로 남았고 마이크로소프트는 윈도우 NT를 작업하게 되었다.
OS/2 파일 시스템 HPFS는 여러 중요한 신기능을 포함하였다. 마이크로소프트가 새로운 운영 체제를 만들었을 때 이러한 개념들 중 다수를 NTFS로 가져왔다. 혈통이 동일했던 덕분인지 HPFS와 NTFS는 동일한 디스크 파티션 식별 유형 코드 (07)을 사용한다.
사용할 수 있는 수많은 코드가 있고, 기타 주요 파일 시스템들이 자체 코드를 갖고 있기 때문에 동일한 파티션 ID 레코드 번호를 사용하는 것은 흔치 않다. FAT는 9개 이상을 갖고 있다. (FAT12, FAT16, FAT32 등 각각) 파티션 유형 07의 파일 시스템을 식별하는 알고리즘들은 추가적인 검사를 수행해야 한다. NTFS 개발자들은 다음을 포함한다: 톰 밀러, 게리 키무라, 브라이언 앤드루, 데이빗 고벨.

## 버전
NTFS는 다음의 5 가지 버전을 가지고 있다:
- v1.0: 1993년 윈도우 NT 3.1과 함께 출시되었다. v1.0은 1.1 이상과 호환되지 않는다: 윈도우 NT 3.5x가 만든 볼륨은 업데이트 설치 없이 윈도우 NT 3.1에서 읽을 수 없다. (NT 3.5x 설치 미디어에서 이용 가능)[7]
- v1.1: 1995년 윈도우 NT 3.51과 함께 출시되었다. 압축 파일, 명명 스트림, 접근 제어 목록을 지원한다.[2]
- v1.2: 1996년 윈도우 NT 4.0과 함께 출시되었다. 보안 서술자를 지원한다. OS 출시 이후 NTFS 4.0으로 흔히 부른다.
- v3.0: 윈도우 2000과 함께 출시되었다.[8] 디스크 쿼터, 암호화 파일 시스템, 희소 파일, 리파스 포인트, 업데이트 시퀀스 번호 (USN) 저널링, $Extend 폴더 및 파일을 지원한다. 보안 서술자를 재정비하여 같은 보안 설정을 사용하는 여러 파일들이 같은 서술자를 공유할 수 있다.[2] OS 출시 이후 NTFS 5.0으로 흔히 부른다.
- v3.1: 2001년 가을 윈도우 XP와 함께 출시되었다. (윈도우 비스타, 윈도우 7에도 연이어 사용됨) 추가 MFT 레코드 번호(손상된 MFT 파일 복구에 유용)와 더불어 마스터 파일 테이블 (MFT) 엔트리를 확장하였다. OS 출시 이후로 NTFS 5.1로 흔히 부른다.

## 특징
- 복구성 : 시스템 고장과 디스크 손상을 복구하는 능력이 있다. 손상이 발생하면 NTFS는 디스크 볼륨을 재구성하여 일관성 있는 상태로 복구한다. 파일 시스템을 변경하기 위해 트랜잭션 처리 모델이 적용되어, 각 진행 단계들은 원자적 행위(atomic action)로 처리된다. 손상된 시점에서 처리중이었던 각 트랜잭션은 차후에 실행이 완료되거나 파기된다. 다른 한편으로는 중요한 파일 시스템 데이터를 보존하기 위해 중복 저장장치를 사용한다. 그렇게 함으로써 디스크 섹터의 일부가 파손되더라도 파일 시스템의 구조에 관한 데이터 상실을 방지한다.

- 보안성 : 보안을 위해 윈도우 NT 객체 모델이 적용되었다. 어떤 파일을 열면, 해당 파일은 파일의 보안 속성을 관장하는 보안 서술자를 가진 파일 객체로 구현된다.

## 내부 구조

### 파티션 부트 섹터
| 바이트 오프셋 | 필드 길이  | 일반 수치                                        | 필드 이름                      |
| ------------- | ---------- | ------------------------------------------------ | ------------------------------ |
| 0x00          | 3 바이트   | 0xEB5290                                         | JMP 명령                       |
| 0x03          | 8 바이트   | "NTFS " 워드 "NTFS" 뒤에 4개의 공백(0x20)이 존재 | OEM ID                         |
| 0x0B          | 2 바이트   | 0x0200                                           | 섹터 당 바이트                 |
| 0x0D          | 1 바이트   | 0x08                                             | 클러스터 당 섹터               |
| 0x0E          | 2 바이트   | 0x0000                                           | 예약된 섹터                    |
| 0x10          | 3 바이트   | 0x000000                                         | 미사용                         |
| 0x13          | 2 바이트   | 0x0000                                           | NTFS가 사용하지 않음           |
| 0x15          | 1 바이트   | 0xF8                                             | 미디어 서술자                  |
| 0x16          | 2 바이트   | 0x0000                                           | 미사용                         |
| 0x18          | 2 바이트   | 0x003F                                           | 트랙 당 섹터                   |
| 0x1A          | 2 바이트   | 0x00FF                                           | 헤드 수                        |
| 0x1C          | 4 바이트   | 0x0000003F                                       | 숨겨진 섹터                    |
| 0x20          | 4 바이트   | 0x00000000                                       | 미사용                         |
| 0x24          | 4 바이트   | 0x80008000                                       | 미사용                         |
| 0x28          | 8 바이트   | 0x00000000007FF54A                               | 총 섹터                        |
| 0x30          | 8 바이트   | 0x0000000000000004                               | $MFT 클러스터 번호             |
| 0x38          | 8 바이트   | 0x000000000007FF54                               | $MFTMirr 클러스터 번호         |
| 0x40          | 1 바이트   | 0xF6                                             | 파일 레코드 세그먼트 당 바이트 |
| 0x41          | 3 바이트   | 0x000000                                         | 미사용                         |
| 0x44          | 1 바이트   | 0x01                                             | 인덱스 버퍼 당 클러스터        |
| 0x45          | 3 바이트   | 0x000000                                         | 미사용                         |
| 0x48          | 8 바이트   | 0x1C741BC9741BA514                               | 볼륨 일련 번호                 |
| 0x50          | 4 바이트   | 0x00000000                                       | 체크섬                         |
| 0x54          | 426 바이트 |                                                  | 부트스트랩 코드                |
| 0x01FE        | 2 바이트   | 0xAA55                                           | 섹터 끝 마커                   |

### 메타 파일
| 세그먼트 번호 | 파일 이름 |
| ------------- | --- |
| 0             | $MFT |
| 1             | $MFTMirr |
| 2             | $LogFile |
| 3             | $Volume |
| 4             | $AttrDef |
| 5             | . |
| 6             | $Bitmap |
| 7             | $Boot |
| 8             | $BadClus |
| 9             | $Secure |
| 10            | $UpCase |
| 11            | $Extend |
| 12–23         | $MFT 확장 엔트리를 위해 예약되어 있다. 확장 엔트리들은 프라이머리 레코드에 맞지 않는 추가 특성을 포함하는 추가적인 MFT 레코드들이다. 파일이 충분히 단편화되어 있고, 스트림이 많으며, 긴 파일 이름, 복잡한 보안 및 기타 드문 환경에 처할 때 발생한다. |
| 24            | $Extend\$Quota |
| 25            | $Extend\$ObjId |
| 26            | $Extend\$Reparse |
| 27—           | 정규 파일 엔트리의 시작. |

## 제한
NTFS에는 다음과 같은 몇 가지 제한이 있다.
파일 이름파일 이름은 255 UTF-16 코드 워드로 그 수가 제한된다. 특정한 이름은 볼륨 루트 디렉터리에 남아 있으므로 파일에 사용하지 못한다. 이를테면 $MFT, $MFTMirr, $LogFile, $Volume, $AttrDef, . (점), $Bitmap, $Boot, $BadClus, $Secure, $Upcase, $Extend가 있다. 점 (.)과 $Extend는 둘 다 디렉터리이며 그 밖의 것들은 파일들이다. NT 커널은 완전한 경로를 32,767 utf-16 코드 워드로 그 수를 제한한다.
최대 볼륨 크기이론적으로 최대 NTFS 볼륨 크기는 264−1 클러스터이다. 그러나 윈도우 XP 프로페셔널에 제공되는 최대 NTFS 볼륨 크기는 232−1 클러스터이다. 이를테면 최대 윈도우 XP NTFS 볼륨 크기인 64 KB (64 × 1024 bytes) 클러스터는 256 TB (256 × 10244 바이트) - 64 KB이다. 기본 클러스터 크기 (4 KB)를 사용하면 최대 NTFS 볼륨 크기는 16 16 TB - 4 KB로 된다. 둘 다 윈도우 XP 서비스팩 1에서 제한되었던 128 GB (128 × 10243 바이트)보다는 높은 수치이다. 마스터 부트 레코드 (MBR) 디스크 상의 파티션 테이블이 최대 2 TB의 파티션 크기를 지원하기 때문에 다이내믹 또는 GPT 볼륨은 2 TB 이상의 NTFS 볼륨을 만드는 데 사용하여야 한다. GPT 볼륨에서 윈도우 환경으로 시동하는 경우 EFI를 채용한 시스템과 64비트 지원을 요구한다.
최대 파일 크기앞서 언급한 대로 이론적인 최대 NTFS 볼륨 크기는 264-1 즉16 EB (16 × 10246 바이트) - 1 KB (1024 바이트), 곧 18,446,744,073,709,550,592 바이트이다. 하지만 실제 최대 NTFS 파일 크기는 16 TB (16 × 10244 바이트) - 64 KB (64 × 1024 바이트), 곧 17,592,185,978,880 바이트이다.
대체 데이터 스트림윈도우 시스템 호출은 대체 데이터 스트림을 관리할 수 있다. 운영 체제에 따라 유틸리티 및 원격 파일 시스템, 파일 전송은 데이터 스트림을 조용히 스트리핑(strip)할 수 있다. 파일을 안전하게 복사하고 이동하는 방법은 BackupRead, BackupWrite 호출을 사용하는 것이며 이로써 프로그램이 스트림을 열거하고 각 스트림이 목적 볼륨에 제대로 기록하는지 유효성을 확인하며 위반 스트림을 무시하는 것을 알게 된다.
운영 체제 호환성윈도우 NT 기반 운영 체제는 이 파일 시스템을 이용한다. 사용자는 다른 운영 체제의 컴퓨터와의 전송을 위하여 플래시 드라이브나 외장 하드 드라이브를 FAT32로 포맷할 것이 권장된다.

## 같이 보기
- FAT
- HPFS
- UFS
- 파일 시스템